# Gregory Springer
Gregory Springer, född den 13 februari 1961 i Woodland Hills, Kalifornien, är en amerikansk roddare.
Han tog OS-silver i fyra med styrman i samband med de olympiska roddtävlingarna 1984 i Los Angeles.